# Tulipa ostrowskiana
Tulipa ostrowskiana (укр. Тюльпан Островського) — багаторічна рослина роду тюльпан родини лілійних.

## Історія
У 1884 році Едуард Регель описав цей вид за зразками, зібраними ним у 1879 році в околицях міста Вєрного (нині Алмати) з Олексієм Михайловичем Фетісовим. Останній був головним садівником міста Пішкека (нині Бішкек) і завідував «Казенним» садом в місті Вєрном. У 1877—1882 рр. він зібрав великий гербарій для Петербурзького ботанічного саду в околицях міст Вірний і Пішкек.

## Опис
Цибулини яйцеподібні, від 1,5 до 3 см в діаметрі, з чорно-бурими, міцними, шкірястими лусками. Коренева система однорічна, щорічно на зміну старим корінцям, що віджили, приходять нові ниткоподібні відростки. Стебло голе, від 15 до 40 см заввишки. Листків — 3, іноді 2 штуки, сизі, ланцетоподібні, по краю хвилясті, сильно відхилені, майже розпростерті по землі. Квітка одночна, витонченої витягнутої форми, при яскравому освітленні розкривається у вигляді зірчастої чаші. Найчастіше — світло-червоного забарвлення з чорним або жовтим дном. Іноді зустрічаються темніші, помаранчеві, строкаті і навіть чисто жовті квіти. Тичинкові нитки жовті, чорнуваті, червоні або бордові, пильовики — від жовтих до чорно-фіолетових, трохи довші за нитки. Зав'язь коротше тичинок, з майже сидячим рильцем. Плід — витягнута, зелена коробочка, до 3,5 см завдовжки, і 1,8 см завширшки. Кількість насіння у дорослої повноцінно-розвиненої рослини варіюється від 120 до 190 штук. Розмноження насіннєве, дуже рідко вегетативне. Цвіте з кінця квітня до кінця травня, плодоносить у червні-липні.

## Екологія
Надає перевагу лесових передгір'ям або глинисто-щебнистим схилам з глибоким живильним ґрунтом в нижньому і середньому поясах гір. Росте невеликими групами серед чагарникових заростей або на степових ділянках серед полину заілійського.
У природі нерідкі спонтанні гібриди з Tulipa kolpakowskiana (укр. тюльпан Колпаковського). Масиви таких гібридних популяцій дуже барвисті своєю строкатістю під час цвітіння.

## Поширення
Тюльпан Островського — вузколокальна ендемічна рослина Північного Тянь-Шаню. Ареал обмежений, в основному, околицями гірського хребта Заілійський Алатау, розташованому на північному заході гірської системи Тянь-Шань і поширюється аж до Киргизьких гір, охоплюючи при цьому Чуйську долину, пустелю Моїнкум і Східний Туркестан.

## Охоронні заходи
Вид перебував у Червоній книзі СРСР. Наразі занесений до Червоних книг Казахстану і Киргизстану. Частково охороняється на території Алматинського заповідника.
До зменшення чисельності виду призводять господарська діяльність в місцях проживання (розорювання лесових передгір'їв Заілійського Алатау), збір квітучих екземплярів на букети, в гербарії і викопування цибулин для розведення в квітниках. В околицях міст Алмати, Талгара, Єсіка, Каскелена та інших рослина зникла.

## Культивування
Вперше введений в культуру в Санкт-Петербурзькому ботанічному саду до 1883 року. З другої половини XX століття вирощувався в багатьох містах СРСР. Добре плодоносить, дає самосів.

## Використання
Високодекоративний вид, перспективний для озеленення, дуже популярний в альпінаріях і колекціях країн Західної Європи, США і Канади. Даних про використання в селекції наразі немає.

## Систематика
У деяких джерелах цей таксон вважається підвидом Tulipa tetraphylla (укр. тюльпан чотирилистковий) — Tulipa tetraphylla subsp. ostrowskiana.